# Комп'ютерний сленг
Комп'ю́терний сленг — діалект, жаргон, набір фраз та висловів, що мають вузьке комп'ютерне застосування та не є граматично правильними словами в мові. Більшість є словами та похідними від слів англійської мови.

## Молодіжний комп’ютерний сленг
Сленг найчастіше залежить від соціального статусу людей, що його вживають, їхньої національності, професії й хобі. Однак він завжди відрізняється більшою експресивністю і точністю, ніж загальновживана мова. Особливе місце тут посідає комп’ютерний сленг. Він лаконічний, буяє скороченнями та своєрідною символікою. Спостереження за середовищем людей, чия професія пов’язана із використанням комп’ютерів і особливо – мережі Інтернет, показують, що саме в цій сфері відбувається найбільш активне створення неологізмів, до того ж існують всілякі граматичні, фонетичні та графічні інновації.

За свідченням Ірини Щур:
«Однією із причин виникнення такої «мови» вважається її виключна місткість, коли трьома-чотирма специфічними словами можна передати чималий абзац літературно опрацьованого технічного тексту. Врешті-решт комп’ютерний жаргон виражає навіть певні емоції, які в сухій та лаконічній реальній Мережі відтворити майже неможливо. Комп’ютерний жаргон – це віртуозна гра для людей, яким тісно в межах нормованої літературної мови. Проте, хай як би прагнули носії жаргону до самобутньої яскравості мовлення та відмінності його від нормалізованої української мови, все ж нововведення відбуваються всередині системи мови й будуються за законами української мови».
З приводу виникнення комп’ютерного сленгу існують різні думки. Одні мовознавці, зокрема Ірина Щур, вважають, що комп’ютерний жаргон виник одночасно з поширенням електронно-обчислювальних машин у США в середині XX століття. Інші вважають, що комп’ютерний сленг як окремий вид сленгу з’явився лише в 60-х роках XX ст. і пов’язують цей процес з так званою «мінікомп’ютерною ерою» (minicomputer era). Інший «бум» нових слів і виразів приходить після 1995, коли у продаж надійшла операційна система Windows. Завдяки винятковій простоті вона привела до «припливу» користувачів, що виконували подвійну функцію: по-перше, приносили нові поняття в комп’ютерний сленг, по-друге, сприяли проникненню останнього в загальновживану мову.
Як вже зазначалося вище, молодіжна комп’ютерна лексика містить багато слів англійської мови, часто перероблених або навмисно перекручених. Отож слово шутер (гра-стрілялка) бере початок від англійського shoot – стріляти; лексема квакати (грати в комп’ютерну гру Quake) пішла від назви гри; англійське дієслово crack (розколювати) стає дієсловом крекнути, а hack (розбивати) – хакнути та іменника хакер.
Нових значень в цьому жаргоні набули багато українських дієслів, наприклад, зависнути (припинити відповідати на команди);перекачати, злити (переписати інформацію).
Велику популярність у комп’ютерному жаргоні мають усічені слова. Це частково зумовлено енергійністю користувачів, їхнім прагненням укластися з повідомленням у можливо менший відрізок часу, певною мірою це викликано прагненням залишитися незрозумілим для непосвячених тощо. З цією метою утворилися слова: комп (замість комп’ютер), проги (програми), вінди(програма Windows). Тут використовуються ті самі суфікси для утворення нових слів, що показують ставлення мовця до того, що вони позначають: відюха (суфікс -ух(а) залежно від ситуації надає експресію згрубілості, зневаги або іронії).
Український комп’ютерний сленг через свою молодість ще не сформувався, тому більшість слів у ньому має багато варіантів вимови та написання: дурдос, дирдос – операційна система DR-DOS; вегеа, вежеа, вагон – відеоадаптер VGA; глючити, глюкати – працювати з помилками. Зазвичай вимова слова відповідає або англійському прочитанню, або його українській транслітерації.
Отже, розглянувши деякі особливості комп’ютерного сленгу, можна прийти до висновку, що на даний момент йде активне створення і використання комп’ютерної сленгової лексики. Має також місце проникнення комп’ютерних термінів у загальновживану лексику, причому останнім часом спостерігається посилення цього процесу.

## А
- абраказяблики — див. трансліт
- ава, аватарка — головне фото користувача у соціальних мережах і на різних сайтах
- адмі́н — системний адміністратор
- ася, аська — ICQ
- Ак — обліковий запис, від англ. account
- анонім — анонімний користувач
- андрюха — андроїд

## Б
- баг (рідше — баґ) — помилка у коді програми (не синтаксична), яка призводить до її небажаної роботи. Добре вивчений баг називають фічею (англ. feature), тобто особливістю ПЗ.
- бан, забанити — вигнати з сервера і заборонити вхід на деякий час або назавжди
- бздун (зневажливе) — користувач BSD
- брутфорс — (від англ. brute force) повний перебір (використовується для розгадування паролів)
- бутербродна війна — див. холівар

## В
- варез — комерційна програма, що поширюється безкоштовно без дозволу автора.
- вежа — системний блок з англійської «Tower»
- верстак — комп'ютер
- висіти — продовження дії, див. зависати
- вінт, вінчестер, хард — жорсткий диск
- відяха, відюха — графічний адаптер, відеокарта, графічна карта
- вікна, вінда — сімейство операційних систем Windows
- віндузятники (як правило зневажливе) — прихильники ОС Windows
- вбити — знищити файл, процес
- вогнелис — вебоглядач Firefox
- вушко — символ @
- випадайка — combobox()

## Г
- гама — віртуальна іграшка, забавка, цяцька
- гамати — бавитися
- гектар — гігабайт
- гіг — гігабайт
- глюк — помилка, збій
- гроб — застарілий персональний комп'ютер чи ноутбук
- гуглити — шукати потрібну інформацію в пошуковій системі Google
- горщик — «корзина», смітник (на робочому столі комп'ютера)

## Ґ
- ґеймер — гравець, знавець віртуальних ігор
- ґуґлити — див. гуглити

## Д
- дірка — вразливість у програмному забезпеченні чи системі захисту
- думати — грати в гру Doom
- думер — шанувальник гри Doom
- Дрібнософт — Microsoft
- Дрова — драйвери

## Е
- екран смерті, віндець — синій екран смерті після виникнення якого комп'ютер перезавантажується. Найправильніша назва BSOD (Blue Screen of Death)

## Ж
- ЖЖ, Живий Журнал — блоґ-сервіс Live Journal
- жид, хард, вінчестер — твердий диск
- жопера (зневажливе) — Opera
- жук — людина, яка щось приховує, або чогось не дає
- жаба — Java

## З
- зависати — дія програмного чи апартного забезпечення, що призводить до бездіяльності користувачів, часто викликає паніку (див. зависання), або довге перебування користувача на сайті, чи іншому інтернет сервісі.
- залізо — апаратне забезпечення ПК (його конфігурація)
- знести — видалити ПЗ
- ЗІ (від PS в українській розкладці) — після написання, додаток в листі чи повідомленні, англ. P.S. (post scriptum)

## І
- ІМХО, ІМГО — абревіатура англ. in my humble opinion — на мою скромну думку, на мій хлопський розум, по-моєму, я вважаю…
- інет — Інтернет, Internet
- інтернетрі — Інтернет, Internet
- інфа — інформація
- ірка — IRC

## К
- к — кіло, префікс одиниць вимірювання у системі SI, зараз часто використовується в іграх і означає тисяча, відповідно кк — мільйон
- кавалок — файл
- камінь — процесор
- капс — клавіша CapsLock
- капсити — писати повідомлення із активованою клавішою CapsLock
- карлсон — охолоджуючий вентилятор, кулер
- квака — гра Quake
- квакер — шанувальник гри Quake
- кватирки — Windows
- кік — див. кікнути
- кікнути — вигнати з сервера
- кіло — кілобайти
- кілляти — вбивати, знищувати
- кільнути — вбити, знищити
- клава — клавіатура
- кк — мільйон
- клікнути, клацнути — натиснути на клавішу миші
- клявішарня — клавіатура
- кодер — див. програмер
- комп — комп'ютер, ПК
- компостер — комп'ютер
- коннект — зв'язок
- коннектитися — з'єднуватися
- контра — Counter-Strike
- коцаний — побитий, потолочений
- кракозябла — незрозумілий символ, літера

## Л
- лаг, лаґ — затримка в роботі комп'ютерного застосунку або відеогри
- ламер, ламо — недосвідчений користувач
- лічка — особисте звернення
- лмао(англ. laughing my ass off(укр. сміятися з моєї дупи)) — див. лол
- логінитися — входити в систему, повідомляючи гасло та прізвиско користувача (login)
- лол — предмет сміху, жарт
- ліноліум — операційна система Windows ME (Millennium)
- лінух — операційна система Linux або-ж як ядро ОС GNU/Linux
- лінуксоїди (як правило зневажливе) — прихильники ОС GNU/Linux
- лям — мільйон

## М
- мавпа (з польської) — символ @ (ще: равлик, собака, завиванець, вушко)
- маздай — див. мастдай
- мама, мамка, материнка — материнська плата
- масдай — див. мастдай
- мастдай — 1) хай помре! (від англ. must die!), надзвичайно високий ступінь несхвалення; 2) операційна система сімейства Windows
- мессага — повідомлення (англ. message)
- металобрухт — апаратна частина ПК
- метик, мізківник — комп'ютер
- метр — мегабайт
- мізки — оперативна пам'ять
- мило — 1) електронна пошта (англ. e-mail); 2) електронний лист
- мишá — маніпулятор «миша»
- монстр — висококваліфікований фахівець
- монік — монітор
- мотлох — застаріле комп'ютерне обладнання
- мак-ось — сімейство операційних систем macOS (OS X, Mac OS X)

## Н
- насильник («насільнік») — програміст, який пише тільки мовою «Сі»
- нафарширований — комп'ютер з найсучаснішою апаратною системою та програмним забезпеченням
- нет — див. інет
- нік — псевдонім, прізвисько у конференціях або чаті (англ. nickname)
- НМСД — див. ІМХО
- нуб — користувач, який не розбирається у чомусь і не може цього навчитися (див. також ламер)

## О
- око — монітор
- OMG, ОМГ (чи ОМҐ) (від Oh My God) — «О, Господи!», вираз крайнього здивування
- оперативка — оперативна пам'ять комп'ютера
- ось, оська — операційна система
- особистка (рос. личка) — особисте повідомлення, котре адресується тільки одному учаснику чату чи форуму та може бути прочитаним особисто, на відміну від повідомленнь відправлених в спільний (груповий) чат чи форум.

## П
- павутина — мережа Internet
- пальник, палилка — дискозаписуючий пристрій, рекордер
- пентюх, пень, пеньок — процесор Pentium фірми Intel
- ПЗ — програмне забезпечення
- пінгвін — Linux
- піпка, пипка — клавіша
- позиралка, позирало — монітор, екран
- пост — повідомлення на форумі або блозі
- похерити — 1) зробити копію на ксероксі (англ. Xerox); 2) понищити, зіпсувати
- поюзаний — той, що був у використанні
- плінтус — (зневажливе) технологія Bluetooth
- плюси — C++
- прога — програма
- програзм — стан найвищого задоволення програміста, який займається програмізмом
- програмер — програміст
- пропертя — опція
- проц — процесор
- пруфлінк — інтернет-посилання на сторінку з підтвердженням сказаного
- пуп (RYTP, YTP) — відеоколажі, головна мета яких зробити з оригінальних відео щось зовсім інше, найкумеднішим і найбезглуздішим чином. Часто вони мають психоделічний або абсурдницький ефект.

## Р
- равлик — символ @
- RTFM (ер-те-еф-ем) — частенька відповідь небажаючому шукати, Read The Following Manual більш грубо, Read The F*cking Manual (прочитай «довбану» інструкцію)
- ребутнути, ребут — перезавантажити, перезапустити систему

## С
- сабж — тема, англ. subject
- складня — папка
- свисток — USB flash drive
- сирці — текст програми, англ. source code
- собака, собачка — символ @
- софт — програмне забезпечення (англ. software)
- сіська — все обладнання фірми CISCO
- сі — C/C++
- сішник — людина яка пише на C/C++

## Т
- та — так
- тазік — персональний комп'ютер
- тачка — персональний комп'ютер
- Твінк, твінк-акаунт — додатковий акаунт гравця, створений після основного. (Мета твінків - створення акаунта з хорошою статистикою.)
- Тенета — мережа Internet
- Тєлєга — месенджер Telegram
- Трабл чи трабла — (від англ. «trouble» — проблема) — помилка, проблема, баг.
- Тра́ва — скорочена назва браузерної гри Травіан (Travian)
- трансліт — кирилитичний текст набраний латиницею (pryvit Svit!!, npuBiT cBiT!!)
- тролінг — розміщення в Інтернеті провокаційних повідомлень
- троль — особа, яка займається тролінгом
- тулза — приладдя, засіб для роботи з чимось, над чимось, англ. tool

## Ф
- файло́ — файл
- фікс — виправлення
- фіксити — виправляти
- флешка, флєшка — флеш пам'ять
- флуд — багаторазове повторення однакових або практично однакових повідомлень
- фря, фряха — операційна система FreeBSD сімейства unix
- флейм — обмін повідомленнями в інтернет-форумах і чатах, являє собою словесну війну, яка не має ні якого відношення до початкової теми.
- флоп, флопік — привід для читання дискет, англ. Floppy Disc Drive
- фотожаба — графічна карикатура, шарж

## Х
- Хайп, хайпити- ставити відомим
- хакер, хацкер — той, хто намагається отримати несанкціонований доступ до комп'ютерних систем
- хвостата — маніпулятор «миша»
- хард — твердий диск, носій інформації англ. hard disc drive
- холівар — одвічна суперечка, як от який вебоглядач чи операційна система найкращі.
- хлоп — недосвічений користувач, чайник
- хрести — C++

## Ц
- цяцька — віртуальна гра

## Ч
- чайник — початковий користувач (тої чи іншої програми)
- чіт — програмне забезпечення яке надає переваги в комп'ютерній грі. Їх використання в одиночних іграх - безневинне, але в багатокористувацьких карається баном (див. бан)
- чітер, чітак (часто зневажливе) — гравець який використовує чіти (див. чіт)

## Ш
- шарпи — C#
- шпіляти — (від нім. «spielen» — грати) — грати в комп'ютерну гру
- шпілєн ді контр — грати в гру Counter-Strike
- шпіль — (зневажливе) гравець в комп'ютерні ігри
- шаровари — (англ. shareware) безкоштовний дистрибутив програми, який використовується з певними обмеженнями, наприклад з обмеженою функціональністтю
- шнурок — провід для поєднання різних устаткувань з комп'ютером та одне з однимши
- шиндовс — сімейство операційних систем Windows

## Щ
- щур — маніпулятор «миша»

## Ю
- юзати — користуватися, використовувати (англ. to use)
- юзер — користувач (англ. user)

## Я
- ящик — системний блок або комп'ютер загалом

## Невербальний комп'ютерний сленг
Крім вербального способу вираження думок та позначення певних явищ в комп'ютерному світі існує система невербальної комп'ютерної лексики, що використовується як у чатах Інтернету, так і в текстових повідомленнях SMS мобільних телефонів. Через те, що повідомлення потрібно набирати на клавіатурі, це займає якийсь час. Тому була вигадана особлива знакова система, яка використовується в текстових повідомленнях, тобто звичайною мовою. За допомогою цих знаків можна зобразити вираження своєї особи або свій настрій. Ці знаки утворюють обличчя, якщо його подумки перевернути на 90 градусів. Такі «личка» називають «смайликами» — від англ. smile — сміятися, посміхатися. Такі «терміни» не вимагають перекладу й універсальні в будь-якій мові:
:) — я радий;
: (— я невдоволений;
:-(— сумно;
:-| — мені байдуже;
¯⁠\⁠_⁠(⁠ツ⁠)⁠_⁠/⁠¯ — я не знаю;
ಠ⁠_⁠ಠ — невдоволення;
O⁠_⁠o — здивування, не розуміння ситуації;
;⁠) — підморгую;
=)(= — цілую;
9_9 — я здивований;
:-< — дуже сумно;
:-> — сарказм, глузування.

## Додаткова література
1. СЛОВНИК КОМП’ЮТЕРНОГО СЛЕНГУ: ПРОБЛЕМИ УКЛАДАННЯ ТА РЕДАКЦІЙНОЇ ПІДГОТОВКИ. Берест Р.В. - 2017.- 34 с.   Ел.джерело [Архівовано 26 Листопада 2019 у Wayback Machine.]
2. Ясінська О. В. Комп’ютерний елемент в аспекті лінгвістичних досліджень / О. В. Ясінська // Науковий вісник Волинського 164 національного університету імені Лесі Українки. – Луцьк, 2009. – № 5. – С. 233-238.
3. Словник сучасного українського сленгу / упор. Т.М. Кондратюк. – Х. : Фоліо, 2006. – 350 с.
4. Арго, жаргон, сленг / Л. Ставицька. – К. : Часопис «Критика», 2005. – 462 с.
5. (рос.)Молодежный сленг как своеобразный способ вербализации бытия / С. И. Левикова // Бытие и язык. – Новосибирск, 2004. – С. 167–173.
6. Ніколаєва А.О. Структурно-семантична характеристика термінології програмування, комп’ютерних мереж та захисту інформації : автореф. дис... на здобуття наук ступеня канд. філол. наук : 10.02.01 «Українська мова». – Х., 2002. – 16 с.
7. Щур І. І. Особливості комп’ютерного жаргону // Рідна шк. – 2001. – № 3. – С. 10.
8. Шовгун Н. О. Формування українського сленгу в мовленнєвій діяльності малих соціальних груп: автореф. дис... на здобуття наук ступеня канд. філол. наук: 10.02.01 «Українська мова». – К., 2000. – 17 с.
9. Шинкаренко О. В. Явище лексичної інтерференції в українському мовленні молоді Кіровоградщини: автореф. дис... на здобуття наук ступеня канд. філол. наук : 10.02.01 «Українська мова». – К., 1995. – 18 с.